# Porroglossum uxorium
Porroglossum uxorium är en orkidéart som beskrevs av Carlyle August Luer. Porroglossum uxorium ingår i släktet Porroglossum och familjen orkidéer. Inga underarter finns listade i Catalogue of Life.